# Thập niên 900
Thập niên 900 hay thập kỷ 900 chỉ đến những năm từ 900 đến 909.